# Lixophaga thoracica
Lixophaga thoracica là một loài ruồi trong họ Tachinidae.